# Vasilij Lukitj Dolgorukov

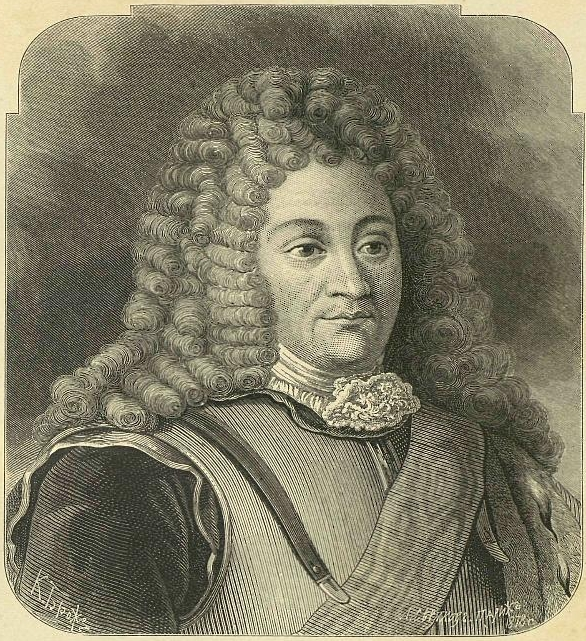
Vasilij Lukitj Dolgorukov.

Vasilij Lukitj Dolgorukov (ryska: Василий Лукич Долгоруков), född 1672, död 8 november 1739, var en rysk diplomat.
Dolgorukov var sändebud i Polen 1706-07, i Danmark 1707-20, och i Frankrike, där han underhandlade om fransk medling mellan Ryssland och Sverige 1720-21. Han var därefter åter sändebud i Polen 1724-26 samt i Stockholm 1726-27 med huvuduppdrag att skilja Sverige från Hannoverska alliansen. Under Peter II spelade Dolgorukov en stor roll, var med om att störta Aleksandr Mensjikov och inträdde efter tsarens död i högsta konseljen. Efter ett misslyckat försök att hjälpa Katarina Dolgorukova på tronen stödde han Anna Ivanovnas kandidatur, mot att ho i förväg avstod från personligt envälde till aristokratins förmån. Den nya kejsarinnan bröt dock sina löften, och på Ernst Johann von Birons inrådan förvisades Dolgorukov 1730. Några år senare anklagades han för högförräderi, och avtvangs under tortyr en bekännelse och avrättades.